# Las Vegas Motor Speedway
Las Vegas Motor Speedway é um autódromo com um formato oval localizado ao norte da cidade de Las Vegas no estado americano de Nevada.
Possuí 1,5 milhas ou 2,4 kms de extensão com inclinações de 12° nas curvas e recebe anualmente provas da NASCAR Sprint cup series, xfinity series e Camping world truck series.

## História

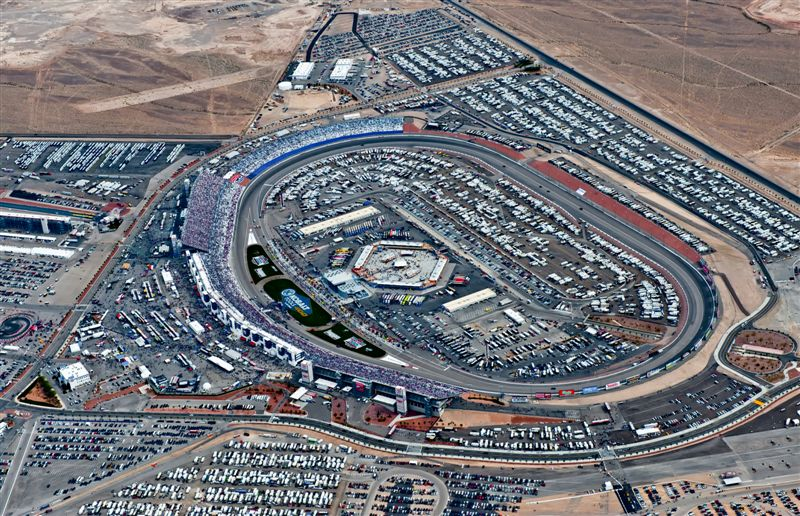
Las Vegas Motor Speedway em março de 2011.

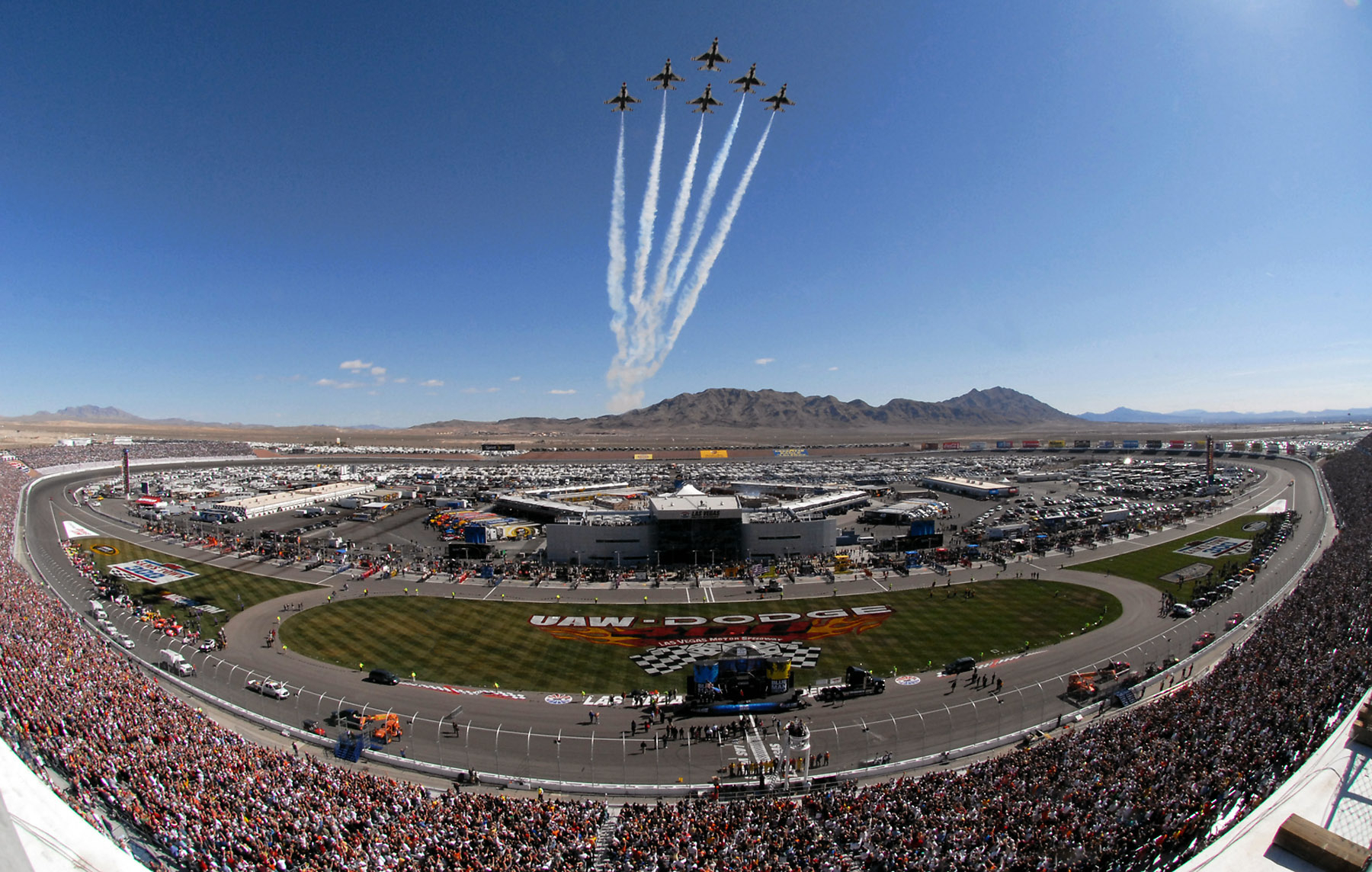
Visão do autódromo.

O autódromo foi inaugurado em 1972 como um circuito misto e uma pista de dragsters, em 1985 foi construído um pequeno oval de 3/8 de milha, em 1996 foi feita uma reforma que transformou o oval no atual formato de 1,5 milha cuja primeira corrida foi da Indy Racing League no mesmo ano, a NASCAR começou a utilizar o circuito no mesmo ano, em 2004 e 2005 recebeu corridas da Champ Car, em 2006 foi feita uma reforma que aumentou o grau de inclinação das curvas de 12 para 20 graus, desde 2011 o autódromo também recebe o Electric Daisy Carnival, ainda em 2011, a parte interna ganhou um circuito misto de 1,4 milhas (2,4 km) de extensão, ainda no mesmo ano o circuito protagonizou o maior acidente da história da IndyCar Series com 15 carros envolvidos e que resultou na morte do piloto Dan Wheldon.